# 리버티 미디어
리버티 미디어(Liberty Media) 또는 간단히 리버티(Liberty)로 호칭되는 리버티 미디어 코퍼레이션(Liberty Media Corporation)은 존 C. 말론(John C. Malone)이 1991년에 설립한 미국의 대중 매체 기업이다. 이 회사는 포뮬러 원 그룹, 시리우스 XM(Sirius XM), 라이브 네이션 엔터테인먼트(Live Nation Entertainment)의 소유권 지분을 반영하여(2024년 12월 31일까지 도나 스포츠(Dorna Sports)를 포함) 3개 부문으로 구성되어 있다. 시리우스 XM 홀딩스 부문은 시리우스 XM과 판도라라는 두 개의 오디오 엔터테인먼트 회사를 운영하고 있다. 시리우스 XM은 채널과 정보, 엔터테인먼트 서비스를 제공한다. 판도라는 음악과 팟캐스트를 검색하기 위한 스트리밍 플랫폼이다. 2024년 기준 리버티 미디어는 포뮬러 원, MotoGP 및 월드 슈퍼바이크(World Superbikes)의 형태로 3개의 글로벌 모터스포츠 사업체를 소유할 예정이다.